# Codex Campianus
Il Codex Regius (Gregory-Aland: Me o 021; Soden: ε 72) è un manoscritto onciale in greco datato all'IX secolo. Contiene i vangeli canonici.

## Descrizione
Il codice contiene 257 spessi fogli di pergamena di 22 per 16,3 cm, contenenti un testo quasi completo dei quattro vangeli canonici. Il testo è disposto su due colonne per pagina, con 24 righe per colonna, in lettere onciali molto elegante e piccolo onciale. Spesso gli spiriti aspri e dolci sono aggiunti in maniera errata.
Contiene tavole dei Epistula ad Carpianum, κεφαλαια, τιτλοι, sezioni ammoniane, canoni eusebiani, Synaxarion, Menologion, e segni da lezionario.

## Critica testuale
Il testo del codice è rappresentativo del tipo testuale bizantino. Kurt Aland lo ha collocato nella Categoria V.